# 綾部勇成
綾部 勇成（あやべ たけあき、1980年9月5日 - ）は、神奈川県出身の元自転車競技（ロードレース）選手。

## 来歴
神奈川県立藤沢北高等学校時代の1998年、ジュニア世界選手権自転車競技大会代表。
その後、中央大学へ進んだが、2001年に中退してチームNIPPOへ加入。
2002年、フランスにレース拠点を移す。
2003年、ミヤタ・スバルに加入。
2005年
- ウインターロードレース優勝

2006年、愛三工業レーシングチームへ移籍。
2007年
- チャレンジサイクルロードレース大会 2位

2009年
- ツアー・オブ・イーストジャワ 総合8位
- ツール・ド・北海道 総合8位

2010年
- チャレンジサイクルロードレース大会 優勝
- ツール・ド・台湾 総合8位
- ツール・ド・北海道 総合4位

2011年
- ツール・ド・ランカウイ 区間1勝(第4)[1]

2016年
- 今シーズン限りで引退することを表明した[2]